# 利馬省
利馬省（西班牙語：Provincia de Lima）是秘魯中部、太平洋沿岸的一個省份，西部部份與卡亞俄憲法省接壤，北、東、南為利馬大區三面包圍。面積2,672.28平方公里，2007年人口7,605,742人。首府利馬也是秘魯的首都。
1821年建省，2002年脫離利馬大區。下分43區，其中13區不屬利馬市。2012年其國內生產總值占全秘魯的一半。

## 外部連結
- （西班牙文） Municipalidad Metropolitana de Lima 利馬市議會官方網站

12°02′06″S 77°01′07″W / 12.03500°S 77.01861°W